# Usain Bolt
Usain St. Leo Bolt (sinh 21 tháng 8 năm 1986) là một cựu vận động viên điền kinh huyền thoại người Jamaica. Anh là người đang giữ kỷ lục thế vận hội và thế giới ở các nội dung chạy 100 mét với thời gian 9,58 giây, 200 mét với thời gian 19,19 giây và cùng với các đồng đội chia sẻ kỷ lục ở nội dung chạy 4 x 100 mét tiếp sức với thời gian 36,84 giây. Bolt đã trở thành nam vận động viên đầu tiên đoạt huy chương vàng ở cả ba nội dung trên tại một kỳ Thế vận hội kể từ sau vận động viên Carl Lewis tại Los Angeles năm 1984, và cũng là nam vận động viên đầu tiên trong lịch sử lập kỷ lục mới ở cả ba nội dung cao quý này của bộ môn điền kinh tại một kỳ Thế vận hội. Do những thành tích nổi bật trong các nội dung chạy nước rút mà giới truyền thông đã đặt cho anh biệt danh "Bolt tia chớp" ("Lightning Bolt").
Bolt bắt đầu gây sự chú ý khi anh giành huy chương vàng ở nội dung 200m tại giải World Junior Championships năm 2002 được tổ chức tại Kingston, Jamaica, trở thành vận động viên trẻ nhất dành huy chương vàng trong lịch sử của giải. Năm 2004, tại CARIFTA Games, Bolt lại trở thành vận động viên trẻ đầu tiên có thành tích dưới 20 giây ở nội dung chạy 200m với 19,93 giây, hơn kỷ lục cũ của Roy Martin ở giải World Junior Championships số thời gian là 2 phần 10 giây. Ngoài ra Bolt cũng lập một số kỷ lục trong các cuộc thi cho các vận động viên trẻ khác.
Bolt bước vào đấu trường chuyên nghiệp năm 2004 nhưng bỏ lỡ hầu hết hai mùa giải đầu tiên do chấn thương; tại Thế vận hội Mùa hè 2004, trước một đấu trường quá lớn và do nôn nóng, anh bị loại ngay từ vòng một nội dung 200m. Năm 2007, Bolt giành thắng lợi tại nội dung 200m tại giải Don Quarrie, lập kỷ lục quốc gia Jamaica với thời gian chạy 19,75 giây. Tháng 5 năm 2008, Bolt lập kỷ lục thế giới nội dung 100m đầu tiên của anh với thời gian 9,72 giây, vượt qua thành tích tốt nhất trước đó của chính mình, 9,76 giây, mà anh đã đạt được cũng trong tháng đó.
Usain Bolt từng đoạt tất cả huy chương vàng về các nội dung chạy 100m, 200m, và 4X100m tiếp sức nam tại 3 kỳ Thế vận hội Mùa hè 2008, 2012 và 2016; và đang giữ kỷ lục thế giới về chạy đua 100m và 200m.

## Bản thân
Bolt được sinh ra tại Trelawny, Jamaica, 1986 và lớn lên với bố mẹ anh, Jennifer và Wellesley Bolt, cùng với một anh trai và một chị gái Sherine. Bố mẹ anh điều hành một cửa hàng tạp phẩm ở vùng nông thôn, còn Bolt thường dành thời gian chơi bóng đá và cricket với anh trai trên đường phố, sau này anh cũng nói, "Khi còn bé, tôi thực sự không nghĩ đến gì khác ngoài những môn thể thao".
Khi còn bé, Bolt nhập học trường tiểu học và trường học dành cho mọi lứa tuổi Waldensia, và chính tại đây, cậu đã lần đầu tiên bộc lộ tiềm năng chạy nước rút của mình, khi đại diện khu Waldensia tham gia chạy trong lễ hội hằng năm cho các trường tiểu học toàn quốc. Đến năm 12 tuổi, Bolt đã trở thành vận động viên chạy nhanh nhất của trường ở cự ly 100 mét.
Cùng với việc nhập học trường Trung học vinh danh William Knibb, Bolt tiếp tục chú tâm vào những môn thể thao khác, nhưng huấn luyện viên môn crickê của anh đã chú ý đến tốc độ trong những bước chạy băng về đích của Bolt và do đó đã khuyên anh tham gia những sự kiện điền kinh. Pablo McNeil, nguyên là một vận động viên chạy 100 mét Olympic, và Dwayne Barrett đã huấn luyện Bolt, và khuyến khích anh tập trung vào việc nâng cao những kỹ năng môn chạy. Ngôi trường Bolt học có một bề dày thành tích trong bộ môn điền kinh với những học viên cũ, trong đó có vận động viên chạy Michael Green. Bolt giành được huy chương đầu tiên của giải chạy hàng năm cho các trường trung học vào năm 2001, là huy chương bạc ở nội dung 200 mét với thời gian 22,04 giây. McNeil không lâu sau trở thành huấn luyện viên chính của Bolt, hai người đã có một sự phối hợp ăn ý, mặc dù McNeil từng đôi khi nản lòng bởi sự thiếu tích cực và nghiêm túc trong việc tập luyện của Bolt.

## Thống kê
Tính đến thời điểm 22 tháng 8 2009

### Thành tích cá nhân tốt nhất

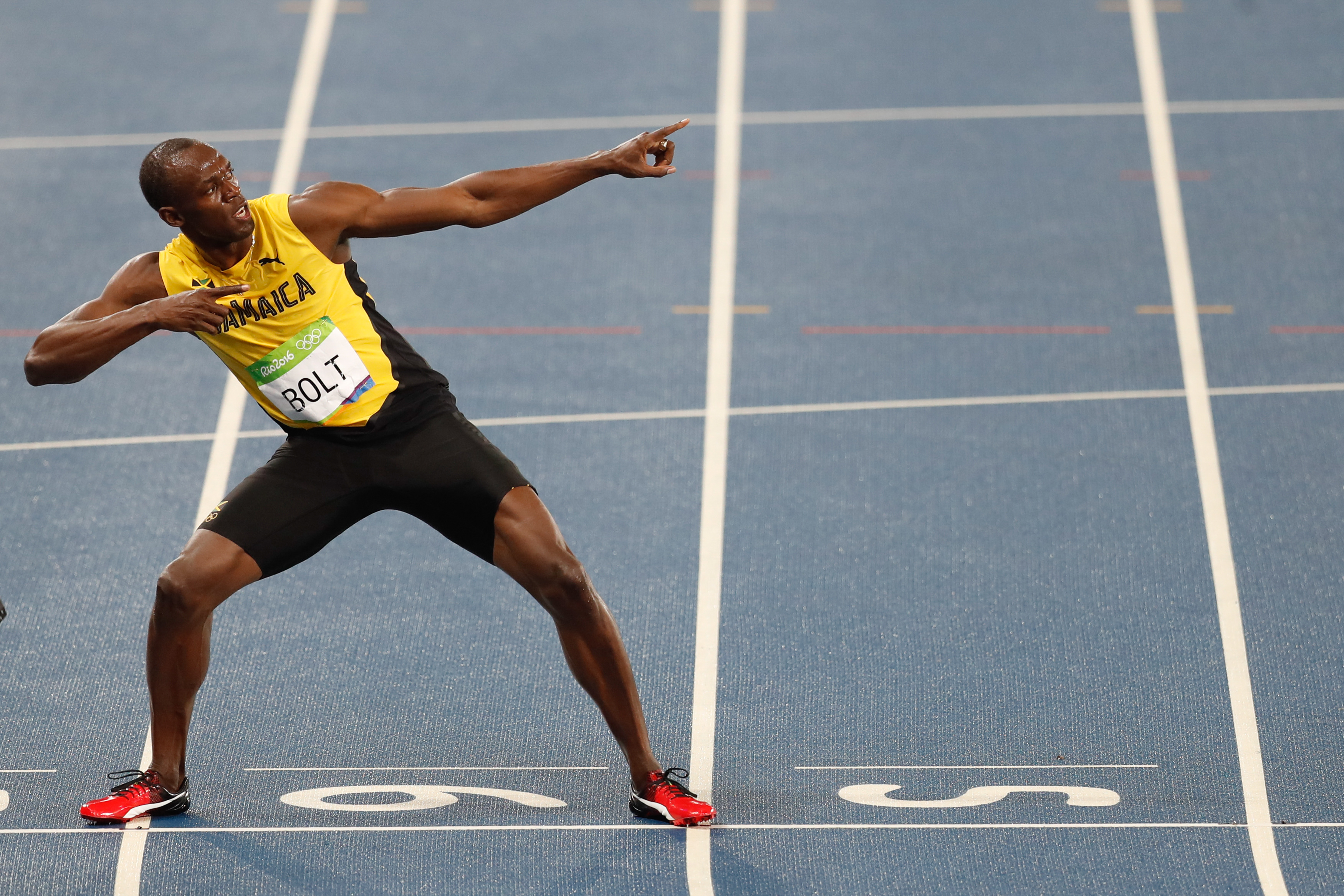
Bolt tại đường đua 200m Thế vận hội Mùa hè 2016

| Ngày                | Sự kiện | Địa điểm          | Thời gian (giây) |
| ------------------- | ------- | ----------------- | ---------------- |
| 16 tháng 8 năm 2009 | 100m    | Berlin, Đức       | 9,58             |
| 17 tháng 5 năm 2009 | 150m    | Manchester, Anh   | 14,35            |
| 20 tháng 8 2009     | 200m    | Berlin, Đức       | 19,19            |
| 5 tháng 5 2007      | 400m    | Kingston, Jamaica | 45,28            |

### Thành tích
| Năm  | Cuộc đấu                             | Địa điểm                   | Kết quả | Sự kiện          | Thời gian (giây) |
| ---- | ------------------------------------ | -------------------------- | ------- | ---------------- | ---------------- |
| 2002 | Giải vô địch thiếu niên thế giới     | Kingston, Jamaica          | hạng 1  | 200 m            | 20.61            |
| 2002 | Giải vô địch thiếu niên thế giới     | Kingston, Jamaica          | hạng 1  | 4x100 m tiếp sức | 39.15 NJR        |
| 2002 | Giải vô địch thiếu niên thế giới     | Kingston, Jamaica          | hạng 1  | 4x400 m tiếp sức | 3:04.06 NJR      |
| 2003 | Giải vô địch điền kinh trẻ thế giới  | Sherbrooke, Canada         | hạng 1  | 200 m            | 20.40            |
| 2004 | Carifta Games                        | Hamilton, Bermuda          | hạng 1  | 200 m            | 19.93 WJR        |
| 2004 | Carifta Games                        | Hamilton, Bermuda          | hạng 1  | 4x100 m          | 39.48            |
| 2004 | Carifta Games                        | Hamilton, Bermuda          | hạng 1  | 4x400 m          | 3:12.00          |
| 2005 | Giải vô địch vùng Trung Mỹ và Caribê | Nassau, Bahamas            | hạng 1  | 200 m            | 20.03            |
| 2007 | Giải vô địch điền kinh thế giới      | Ōsaka, Nhật Bản            | hạng 1  | 200 m            | 19.91            |
| 2008 | Reebok Grand Prix                    | Thành phố New York, Hoa Kỳ | hạng 1  | 100 m            | 9.72             |
| 2008 | Olympic Bắc Kinh                     | Bắc Kinh, Trung Quốc       | hạng 1  | 100 m            | 9.69             |
| 2008 | Olympic Bắc Kinh                     | Bắc Kinh, Trung Quốc       | hạng 1  | 200 m            | 19.30            |
| 2008 | Olympic Bắc Kinh                     | Bắc Kinh, Trung Quốc       | hạng 1  | 4x100 m tiếp sức | 37.10            |
| 2009 | Vô địch Thế giới Điền kinh           | Berlin, Đức                | hạng 1  | 100m             | 9.58             |
| 2012 | Olympic London                       | Luân Đôn, Anh              | hạng 1  | 100m             | 9.63             |
| 2012 | Olympic London                       | Luân Đôn, Anh              | hạng 1  | 200m             | 19.32            |
| 2016 | Olympic Rio de Janeiro               | Rio de Janeiro, Brasil     | hạng 1  | 100m             | 9.81             |
| 2016 | Olympic Rio de Janeiro               | Rio de Janeiro, Brasil     | hạng 1  | 200m             | 19.78            |

## Sự nghiệp bóng đá
Ở tuổi 31, Bolt đã chia tay sự nghiệp điền kinh để chú tâm theo đuổi ước mơ sân cỏ. Anh từng có thời gian luyện tập cùng đội một Dortmund và tháng 9 anh có 3 đến 4 ngày thử việc tại một đội bóng ở nước Đức.
Ngày 21 tháng 8, 2018, tức là đúng vào dịp sinh nhật thứ 32, Bolt bắt đầu thử việc ở Central Coast Mariners. Ngày 12 tháng 10, 2018, Bolt đánh dấu cột mốc đầu tiên trong sự nghiệp quần đùi áo số bằng việc ghi cú đúp ngay trong lần ra mắt. Anh giúp Central Coast Mariners đè bẹp Macarthur South West United với tỷ số 4-0 trong trận cầu giao hữu trước mùa giải mới. Phút 57, bất chấp sự truy cản của hậu vệ, Bolt vẫn lạnh lùng tung cú sút bằng chân trái hạ gục thủ thành đối phương, anh đã ăn mừng kiểu "Usain Bolt" quen thuộc. Bàn thắng thứ hai được ghi vào phút 68 sau khi tận dụng sai lầm của hậu vệ, anh đã bắt chước kiểu ăn mừng của Jesse Lingard. Trận này, anh mặc áo số 95.
Tuy nhiên, sau 2 tháng anh không kí được hợp đồng với Central Coast Mariners nên đã quyết định giải nghệ. Anh nói rằng sẽ tập trung vào công việc kinh doanh